# Hatvan autóbusz-állomás
A Hatvani buszpályaudvaron a víztorony tövében megvalósult épületet 2010-ben adták át, Hatvan Város Önkormányzatának megrendelésére, Pro Architectura-díjat nyert. A városközpontból Hatvan vasútállomás végponti váltókörzete és a 3-as főút 2013-2015 között épített Boldog Meszlényi Zoltán hídja mellé 2010-ben költözött ki. Funkcionális, logisztikai szempontokon túl a gondolatiság megjelenítése is cél volt a tervezésnél: középületi szerepet kapott az épület, mely alkalmazkodik Hatvan városának környezetéhez. A belvárosi beruházás 13.699 négyzetméteren terül el, ebből 2.930 négyzetméter lett beépítve. A zöldterület 5.590 négyzetméter. A buszpályaudvart felfelé 5,55 méter magasságban építették be.
2005 és 2009 között épült. 2010-ben adták át. Generáltervezője az Építész Kaláka KFT. Elődje, a város központjában, a Kossuth téren üzemelt buszpályaudvar 1958-ban létesült. (Felhagyott forgalmi épületében cukrászda nyílt.)
A megnyitón Szabó Zsolt országgyűlési képviselő, polgármester és Uti Csaba mondtak beszédet.
Abban tér el a megszokott buszpályaudvaroktól, hogy az épület perontetőket kapott, mindez biztonságérzetet sugároz, a szigetszerű érzést pedig a zöld park biztosítja. A liget zöld parkja a pályaudvarnál folytatódik.
Középen kapott helyet az állomásépület, köré kerültek a peronok. Az állomástól azonos távolságban, egyenrangúan vannak a peronok kialakítva. Az épületből jó a kilátás a járatokra, így a forgalomirányító szabad szemmel is könnyen figyelemmel kísérheti a buszokat.
Üzemi területei közé tartoznak a pénztárak, a csomagfelvétel, a forgalmat irányító és a szervezést elvégző irodák. Az üzemi épület emeletén alakítottak ki pihenőket a buszvezetők részére, valamint öltözők, kiszolgáló helységek, raktárak is helyet kaptak. A vezető érkezéskor találkozik a kollégákkal, majd felmehet a pihenő részlegbe. A közművesítésért Aniot Pál, Aniotné Kallay Gizella felelt.